# Atto di grazia di Cromwell

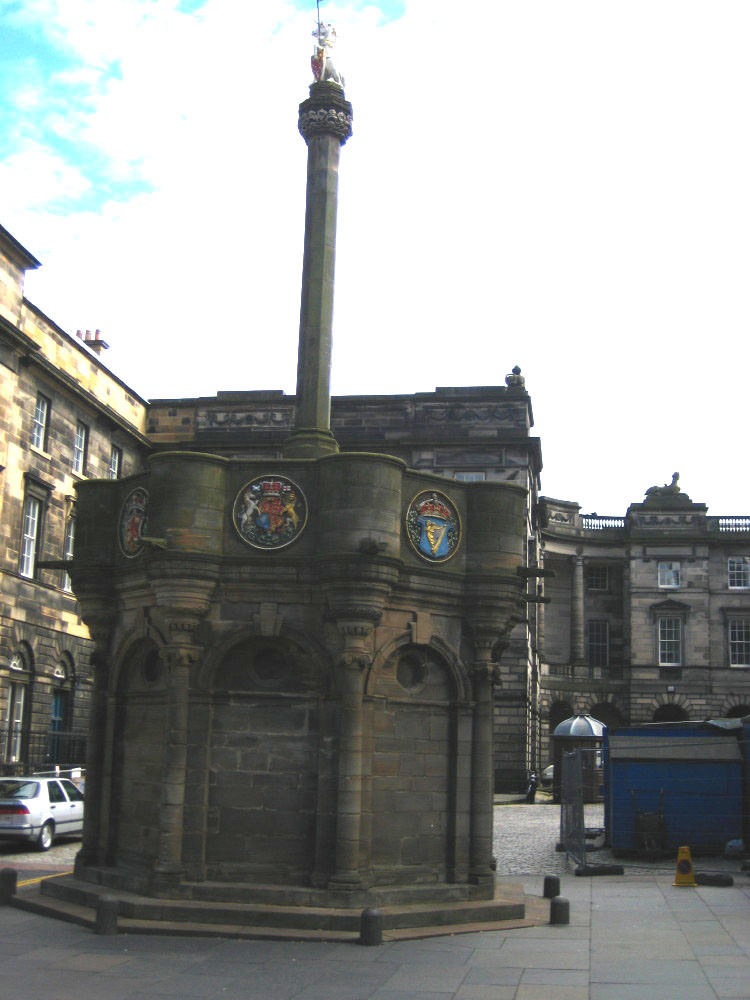
LAct of Pardon and Grace fu proclamato presso il Mercat Cross del Royal Mile di Edimburgo.

L'Atto di Grazia di Cromwell (in inglese Cromwell's Act of Grace o, più formalmente, Act of Pardon and Grace to the People of Scotland) è un atto di grazia proclamato da Oliver Cromwell il 5 maggio 1654 presso il Mercat Cross di Edimburgo, con cui, dopo la III guerra civile, il regime di Cromwell concedeva un perdono generale alla popolazione scozzese.
Il generale George Monck, il governatore militare inglese della Scozia, era presente ad Edimburgo, essendo arrivato il giorno precedente per i due proclami entrambi effettuati presso il Mercat Cross: il primo proclama dichiarava che Oliver Cromwell fosse il Protettore di Inghilterra, Irlanda e Scozia e che la Scozia fosse unita con il Commonwealth di Inghilterra.

## Origini
Dopo l'invasione inglese del 1650 e la sconfitta delle armate scozzesi nelle battaglie di Dunbar, Inverkeithing e Worcester, la Scozia fu occupata militarmente dall'Inghilterra e il generale Monck fu nominato governatore militare.
Fino alla data dell'Atto di Grazia, l'esercito inglese era stato in grado di reprimere la resistenza scozzese all'occupazione con una certa facilità; l'occupazione, salvo una resistenza sporadica ed inefficace, continuò per tutto il periodo di Interregno fino alla Restaurazione del 1660.
L'Atto di Grazia ebbe la sua origine nella costituzione (raccolta di leggi) inglese del dicembre 1653, chiamata Instrument of Government.
Tra il dicembre 1653 e l'insediamento del Primo Parlamento del Protettorato, che si riunì per la prima volta nel settembre 1654, al Lord Protettore Oliver Cromwell e al suo Consiglio di Stato, sulla base dell'Instrument of Government, era assegnato il potere di "emanare leggi e ordinanze per la pace e il benessere di queste nazioni laddove dovesse essere necessario". Il 12 aprile 1654 il Protettorato approvò alcune ordinanze riguardanti il governo della Scozia:
- Ordinanza per includere la Scozia in un Commonwealth assieme all'Inghilterra,
- Ordinanza del Perdono e della Grazia per le genti di Scozia,
- Ordinanza per l'instaurazione del Barone della Corte in Scozia,
- Ordinanza per la costituzione in fondazione dei possedimenti di diversi soggetti esclusi in Scozia, per gli usi qui espressi.

## Contenuti
L'Atto di Grazia conteneva:
- Un perdono generale e l'amnistia,
- Eccezione era fatta per i membri della famiglia reale, le cui proprietà furono confiscate,
- Altra eccezione era fatta per le persone le cui proprietà furono confiscate,
- Altra eccezione era fatta per le persone multate,
- Altre eccezioni e determinazioni.

### Perdono generale
I primi due paragrafi dell'Atto tracciavano una cesura con le Guerre dei tre regni. Oliver Cromwell, il Lord Protettore del Commonwealth d'Inghilterra, Scozia e Irlanda, e i Domini di quelle nazioni ordinarono che il primo maggio 1654, con le eccezioni previste nei paragrafi che seguivano "in questa Ordinanza", le Genti di Scozia fossero perdonate per tutti i crimini che potevano aver commesso nel corso delle precedenti guerre e non ci sarebbero state ulteriori punizioni pecuniarie o di altro genere.
Il resto dell'ordinanza proseguiva con l'elenco delle varie eccezioni al perdono generale e con il chiarimento di alcuni dettagli.

### Eccetto i membri della famiglia reale
Il terzo paragrafo escludeva i possedimenti reali e altri possedimenti in Scozia, permettendone così il sequestro da parte del Commonwealth.
Il testo includeva anche i possedimenti reali che potevano essere stati ceduti a terzi sin dal primo maggio 1642.

### Eccetto coloro che hanno avuto i loro possedimenti confiscati
Il quarto paragrafo elencava ventiquattro persone i cui possedimenti erano stati confiscati a vantaggio del Commonwealth (si veda l'Appendice A) e, come per i possedimenti reali, queste confische potevano riguardare anche i possedimenti che erano stati ceduti dopo il 18 aprile 1648. 
Inoltre, quasi a modo di poscritto al paragrafo, a una venticinquesima persona, James, I Lord Mordington, furono confiscate le proprietà di "Maudlain Field, Sunck, Cony-garth, Constables-Batt, due mulini ad acqua e un mulino a vento che si trovava all'interno dei confini di Barwick".
Il paragrafo successivo (il quinto) disponeva la confisca dei possedimenti di alcune categorie di Scoti che si erano opposti al Parlamento inglese sin dal 1648 ed erano ancora in armi contro il Commonwealth inglese dopo il 3 settembre 1650 o non erano ancora considerati da Cromwell, al momento della stesura dell'Atto, riconciliati con il nuovo regime.
Coloro che potevano essere esclusi sulla base di questo paragrafo erano membri del Parlamento scozzese che non avevano sottoscritto la Protesta contro l'invasione dell'Inghilterra del 1648, coloro che sedevano nel Parlamento scozzese o erano membri del Comitato dei Possedimenti di Scozia dopo l'incoronazione di Carlo II (nel 1651) o facevano parte dell'esercito scozzese dopo la Battaglia di Dunbar del 3 settembre 1650 (che includeva tutti coloro che avevano preso parte nella Campagna di Worcester).
Il paragrafo seguente limitava il tempo che i creditori avevano per attuare rivendicazioni relative ai possedimenti confiscati.
Le rivendicazioni dovevano essere presentate tramite i rappresentanti incaricati, entro 60 giorni dalla proclamazione dell'ordinanza.
I successivi tre paragrafi assegnavano certe terre alle vedove nominate e ai figli di coloro i cui possedimenti erano stati confiscati, a condizione che essi pagassero l'affitto al Protettore per quelle terre e che rinunciassero ad ogni rivendicazione da loro presentata relativamente ad altre proprietà che in precedenza appartenevano a coloro esclusi dal perdono generale.

### Eccetto coloro che furono multati
Settantatré persone furono multate (si veda l'Appendice B).
L'ordinanza includeva dettagli di come le multe dovessero essere pagate e quali sarebbero state le conseguenze se esse non fossero state pagate.
Il denaro doveva essere versato a Gilbert [George] Bilton, vice tesoriere a Leith. 
Metà dell'importo doveva essere pagato entro il 2 agosto 1654 e l'altra metà entro il 2 dicembre dello stesso anno.
Se una persona non effettuava il pagamento, la sua proprietà sarebbe stata confiscata dai commissari all'uopo preposti.

### Altre eccezioni e determinazioni
Gli ultimi due paragrafi dell'ordinanza si basavano su alcuni punti, tali per cui fosse chiaro che tale ordinanza non potesse essere utilizzata per eludere alcuni altri punti di diritto, fatto che gli estensori dell'ordinanza vedevano come potenziali problemi giuridici.
L'ordinanza non poteva essere letta nel senso di restaurare o rilanciare alcuna signoria, dominio, giurisdizione, possesso, superiorità o qualunque altro titolo abolito dall'atto An Ordinance for Uniting Scotland into one Commonwealth with England (Ordinanza per l'unione della Scozia in un solo Commonwealth con l'Inghilterra).
Il perdono generale non era esteso a quelle persone che dal I maggio 1652 sarebbero restate in armi e che restavano soggette agli Articles of War.
Il perdono generale non poteva essere interpretato per estendere, alla liberazione o all'assoluzione di alcun prigioniero o prigioniero di guerra, i loro rispettivi arresti o le loro promesse e fideiussioni per la liberazione da quella incarcerazione.
Il paragrafo finale negava ogni lettura dell'ordinanza che potesse essere interpretata in modo tale da ridurre gli introiti che formalmente andavano alla Corona e non dovevano andare al Lord Protettore.

## Approvato dal Parlamento e acconsentito dal Lord Protettore
Sebbene l'Atto fosse emanato il 12 aprile 1654 e fosse proclamato in Scozia il 5 maggio 1654, come le altre ordinanze riguardanti la Scozia emanate il 12 aprile 1654, esso non entrò in vigore fino a quando un atto abilitante, chiamato "Act touching several Acts and Ordinances made since the twentieth of April, 1653, and before the third of September, 1654, and other Acts", fu approvato dal Lord Protettore il 26 giugno 1657, lo stesso giorno in cui l'atto abilitante fu approvato dal Secondo Parlamento del Protettorato.

## Appendice A: Lista delle persone le cui proprietà terriere furono sequestrate
La seguente lista riporta gli oppositori più prominenti del Commonwealth che non poterono godere del perdono generale e le cui proprietà terriere furono confiscate:
| N. | Nome                                      | Note                                                            |
| -- | ----------------------------------------- | --------------------------------------------------------------- |
| 1  | James Hamilton, I duca di Hamilton        | deceduto                                                        |
| 2  | William Hamilton, II duca di Hamilton     | deceduto                                                        |
| 3  | John, conte di Crawford-Lindsay           |                                                                 |
| 4  | James Livingston, I conte di Callendar    |                                                                 |
| 5  | William Keith, VII conte maresciallo      |                                                                 |
| 6  | Alexander Erskine, III conte di Kellie    |                                                                 |
| 7  | John Maitland, II conte di Lauderdale     |                                                                 |
| 8  | John Campbell, I conte di Loudoun         |                                                                 |
| 9  | Kenneth Mackenzie, III conte di Seaforth  |                                                                 |
| 10 | John Murray, II conte di Atholl           |                                                                 |
| 11 | Robert Gordon, visconte di Kenmure        |                                                                 |
| 12 | Archibald, Lord Lorne                     | Figlio primogenito del marchese di Argyll                       |
| 13 | James, Lord Machlin                       | Figlio primogenito del conte di Loudoun                         |
| 14 | Hugh, Lord Montgomery                     | Figlio primogenito del conte di Eglinton                        |
| 15 | George, Lord Spynie                       |                                                                 |
| 16 | William Cranstoun, III Lord Cranstoun     |                                                                 |
| 17 | John, IX Lord Sinclair                    |                                                                 |
| 18 | Thomas Dalyell                            | Ultimo Maggiore Generale della Fanteria dell'esercito scozzese  |
| 19 | John Middleton                            | Ultimo Tenente Generale della Cavalleria dell'esercito scozzese |
| 20 | James, visconte Newburgh                  |                                                                 |
| 21 | John Lord Bargany                         |                                                                 |
| 22 | Sir Thomas Thomson                        |                                                                 |
| 23 | James Edmeston Lord of Womat              |                                                                 |
| 24 | Archibald Napier, II Lord Napier          |                                                                 |
| 25 | William Cunningham, IX conte di Glencairn |                                                                 |

## Appendice B: Lista dei multati
Le seguenti persone furono multate:

| N. | Nome                                                        | Importo               | Note                                           |
| -- | ----------------------------------------------------------- | --------------------- | ---------------------------------------------- |
| 01 | David Leslie, Lord Newark                                   | £ 4 000               | Ultimo Tenente Generale dell'esercito scozzese |
| 02 | William Douglas, I marchese di Douglas                      | £ 1 000               |                                                |
| 03 | Archibald, Lord Angus                                       | £ 1 000               | Figlio primogenito del marchese di Douglas     |
| 04 | William Douglas, conte di Selkirk                           | £ 1 000               | Terzo figlio del marchese di Douglas           |
| 05 | Gli eredi del deceduto Francis Scott, II conte di Buccleuch | £ 15 000              |                                                |
| 06 | James Stewart, II conte di Galloway                         | £ 4 000               |                                                |
| 07 | William Ker, II conte di Roxburghe                          | £ 6 000               |                                                |
| 08 | William Cochrane Lord Cochrane                              | £ 5 000               |                                                |
| 09 | James, II Lord Forrester                                    | £ 2 500               |                                                |
| 10 | Philip Anstruther                                           | 1 000 marchi sterlina | Figlio di Sir Robert Anstruther                |
| 11 | Sir Archibald Sterling of Carden                            | £ 1 500               |                                                |
| 12 | James Drumond of Mackensey                                  | £ 500                 | Laird Machane                                  |
| 13 | Henry Maule                                                 | £ 2 500               | Figlio del conte di Panmure                    |
| 14 | Sir James Livingstone di Kilsyth                            | £ 1 500               |                                                |
| 15 | William Murrey di Polemaise                                 | £ 1 500               |                                                |
| 16 | James Erskine, VII conte di Buchan                          | £ 1 000               |                                                |
| 17 | John Scrymgeour, visconte Dudope                            | £ 1 500               |                                                |
| 18 | Preston of Cragmillar                                       | £1,500                | Laird of Craigmillar                           |
| 19 | Sir Andrew Flesher of Inner Pether                          | £ 5 000               |                                                |
| 20 | Sir John Wauchab di Nethery                                 | £ 2 000               |                                                |
| 21 | Conte di Perth e suo figlio primogenito Lord Drumond        | £ 5 000               |                                                |
| 22 | Conte di Winton                                             | £ 2 000               |                                                |
| 23 | Conte di Findlater                                          | £ 1 500               |                                                |
| 24 | Alexander Stewart, V conte di Moray                         | £ 3 500               |                                                |
| 25 | James Douglas, II conte di Queensberry                      | £ 4 000               |                                                |
| 26 | John Conte di Eithy                                         | £ 6 000               |                                                |
| 27 | Lord Duffus                                                 | £ 1 500               |                                                |
| 28 | Lord Grey                                                   | £ 1 500               |                                                |
| 29 | Sir Henry Nisbett                                           | £ 1 000               |                                                |
| 30 | Patrick Maule, I conte di Panmure                           | £ 10 000              |                                                |
| 31 | Laird of Lundee                                             | £ 1 000               |                                                |
| 32 | Conte di Arroll                                             | £ 2 000               |                                                |
| 33 | Conte di Tullibardine                                       | £ 1 500               |                                                |
| 34 | Conte di Sowthes                                            | £ 3 000               |                                                |
| 35 | Conte di Dalhousie                                          | £ 1 500               |                                                |
| 36 | Conte di Hartfeild                                          | £ 2 000               |                                                |
| 37 | William Lord Rosse                                          | £ 3 000               |                                                |
| 38 | Lord Sample                                                 | £ 1 000               |                                                |
| 39 | Lord Elphinston                                             | £ 1 000               |                                                |
| 40 | James, IX Lord Boyd                                         | £ 1 500               |                                                |
| 41 | James Lord Cooper                                           | £ 3 000               |                                                |
| 42 | Lord Balvaird                                               | £ 1 500               |                                                |
| 43 | Lord Rollock                                                | £ 1 000               |                                                |
| 44 | Conte di Kinghorne                                          | £ 1 000               |                                                |
| 45 | Conte di Kinkardine                                         | £ 1 000               |                                                |
| 46 | Lord Bamfe                                                  | £ 1 000               |                                                |
| 47 | Master Robert Meldrum of Tillybody                          | £ 1 000               |                                                |
| 48 | Sir Robert Graham of Morphie                                | £ 1 000               |                                                |
| 49 | Sir William Scot of Harden                                  | £ 3 000               |                                                |
| 50 | Hay of Nachton                                              | £ 1 000               |                                                |
| 51 | Renton of Lamberton                                         | £ 1 000               |                                                |
| 52 | Colquhoun of Luz                                            | £ 2 000               | Laird of Lus                                   |
| 53 | Hamilton of Preston                                         | £ 1 000               |                                                |
| 54 | Mr. Francis Hay of Bowsey                                   | £ 2 000               |                                                |
| 55 | Arnot of Ferney                                             | £ 2 000               |                                                |
| 56 | Sir Robert Forquhar                                         | £ 1 000               |                                                |
| 57 | Sir Francis Reven                                           | £ 3 000               |                                                |
| 58 | James Scot of Montross                                      | £ 3 000               | Mercante a Montros                             |
| 59 | Laird of Rothemegordon                                      | £ 500                 | Laird Rothemay, Gordoun                        |
| 60 | Colerney, il Giovane                                        | £ 1 000               |                                                |
| 61 | Sir John Scot, of Scots-Torbut                              | £ 1 500               | Scottistarbet                                  |
| 62 | Laird of Gosfrid                                            | £ 1 000               |                                                |
| 63 | Laird of Bachilton                                          | £ 1 500               |                                                |
| 64 | James Mercer of Aldey                                       | £ 1 000               |                                                |
| 65 | Conte di Rothes                                             | £ 1 000               |                                                |
| 66 | Tenente colonnello Elliot of Stebbs                         | £ 1 000               |                                                |
| 67 | Sir Lewis Stuart                                            | £ 1 000               | Avvocato                                       |
| 68 | Patrick Scot of Thirleston                                  | £ 2 000               | Patrik Scott of Thirlestane'                   |
| 69 | Sir James Carmighill                                        | £ 2 000               | Lord Carmichael                                |
| 70 | Sir Patrick Cockborne of Clarkington                        | £ 2 000               |                                                |
| 71 | Sir George Morison of Prestongrange                         | £ 2 000               |                                                |
| 72 | Murrey, Laird of Stanhop                                    | £ 2 000               | Figlio del deceduto Sir David Murrey           |